# تپه حاج فتح‌الله
تپه حاج فتح‌الله  مربوط به دوره اشکانیان - دوره ساسانیان است و در شهرستان ملکان، بخش لیلان، ۵۰۰ متری جنوب غربی شهر لیلان واقع شده و این اثر در تاریخ ۲۷ اسفند ۱۳۸۶ با شمارهٔ ثبت ۲۲۵۷۵ به‌عنوان یکی از آثار ملی ایران به ثبت رسیده است.